# Algesires
Algesires (en castellà i oficialment, Algeciras) és una ciutat de la província de Cadis, a Andalusia. L'any 2019 el municipi tenia 121.957 habitants.

## Geografia
Està situada a la comarca del Camp de Gibraltar, a la costa occidental de la badia d'Algesires (a l'estret de Gibraltar), al costat de Gibraltar.

## Economia
Les indústries principals del Camp de Gibraltar són la petroquímica (CEPSA, La Seda de Barcelona, Air Liquide, etc.), siderúrgica (Acerinox) i de l'energia (E.ON), entre d'altres. El port d'Algesires és el més important d'Espanya, de forma molt destacada sobre els seus perseguidors, València i Barcelona, en tràfic total (general, contenidors, granels sòlids i líquids, subministraments a vaixells) i passatgers (línies amb Ceuta i Tànger). L'activitat pesquera està en decadència i no arriben creuers, que prefereixen altres ports propers (Màlaga, Gibraltar). És el primer port del Mediterrani, el cinquè d'Europa i el 24è del món pel que fa a trànsit de contenidors (desè en contenidors en trànsit).

## Història
Se suposa que fou la ciutat de Julia Traducta o Julia Ioza i després Ad Portum Album. Amb el nom de الجزيرة الخضراء, al-Jazīra al-Ḫadrāʾ (literalment ‘l'Illa Verda’), va ser la primera ciutat fundada pels àrabs, l'any 711. Fou destruïda pels normands el 859/860 però fou reconstruïda. Fou saquejada pels amazics el 1011. Del 1035 al 1056 fou seu del califat dels hammudites Muhammad i al-Kasim. El 1056 fou annexionada pels abbadites de Sevilla.
El 1086 va passar als almoràvits i Yusuf ben Tashfin i va passar dues vegades: per la campanya de Sagrajas i per la d'Aledo. Va passar als almohades el 1146; va ser saquejada pels castellans el 1173 i 1182. El 1231 va reconèixer Ibn Hud. L'estiu del 1278 fou bloquejada per mar per Alfons X el Savi, i el març de 1279 l'exèrcit castellà va acampar davant la ciutat però el 21 de juliol de 1279 la flota castellana, que havia estat reforçada i era comandada pels cavallers de l'Orde de Santa Maria d'Espanya, fou derrotada pels marínides marroquins i els castellans aniquilats.
Abu Yusuf hi va morir a la residència reial que havia construït a la ciutat (al-Binya) el març de 1286 i allí va ser proclamat rei el seu fill Yakub. El 1340 el marínida Abu l-Hasan Ali va derrotar l'almirall castellà Tenorio a la badia i d'allí va anar a assetjar Tarifa però fou derrotat al riu Salado (29 d'octubre de 1340) i va retornar a Algesires per després tornar al Marroc. La conquesta definitiva la va fer Alfons XI de Castella el 1344, amb ajuda de tropes catalanes, després de 20 mesos de setge. En la presa d'Algesires hi tingué un paper fonamental la flota catalana, i el rei Pere III el Cerimoniós arribà a dir que sense els seus vaixells "Algesires d'Alfadra jamés no fóra presa". De fet, l'entrada a la ciutat el 29 de març de 1344 es feu amb els penons reials junts de Castellà-Lleó i Catalunya-Aragó.
El 1369 la va reconquerir el rei de Granada i la va arrasar abans d'abandonar-la; el seu terme és territori de frontera fins que en 1462, després de la definitiva conquesta castellana de Gibraltar, s'integra en aquesta ciutat. El 1704 es va fundar la ciutat actual sobre les ruïnes de la ciutat àrab. Els fundadors van ser refugiats espanyols provinents de Gibraltar, conquerida pels anglesos, i militars. Es va separar de la Ciutat de Gibraltar a San Roque (el novo Gibraltar espanyol "provisional") el 1755.
El 1905 fou seu de la famosa Conferència d'Algesires (Conferència internacional d'Algesires sobre el Marroc).

## Política i administració
| Període      | Nom de l'alcalde/-essa                                            | Partit polític | Data de possessió |
| ------------ | ----------------------------------------------------------------- | -------------- | ----------------- |
| 1979 - 1983  | Francisco Esteban Bautista                                        | PCE            | 19/04/1979        |
| 1983 - 1987  | Ernesto Delgado Lobato                                            | PSOE           | 28/05/1983        |
| 1987 - 1991  | Ernesto Delgado Lobato                                            | PSOE           | 30/06/1987        |
| 1991 - 1995  | Antonio Patricio González García                                  | PA             | 15/06/1991        |
| 1995 - 1999  | Antonio Patricio González García                                  | PA             | 17/06/1995        |
| 1999 - 2003  | Antonio Patricio González García                                  | PA             | 03/07/1999        |
| 2003 - 2007  | Juan Antonio Palacios Escobar Tomás Herrera Hormigo (des de 2005) | PSOE           | 14/06/2003        |
| 2007 - 2011  | Tomás Herrera Hormigo Diego Sánchez Rull (des de 2010)            | PSOE           | 16/06/2007        |
| 2011 - 2015  | José Ignacio Landaluce Calleja                                    | PP             | 11/06/2011        |
| 2015 - 2019  | José Ignacio Landaluce Calleja                                    | PP             | 13/06/2015        |
| 2019 - 2023  | n/d                                                               | n/d            | 15/06/2019        |
| Des del 2023 | n/d                                                               | n/d            | 17/06/2023        |

Des que se celebraren les primeres eleccions municipals democràtiques el 1979, sis regidors diferents han governat l'Ajuntament de la ciutat.
| Partit polític                           | 2011   | 2011   | 2011     | 2007   | 2007   | 2007     | 2003   | 2003   | 2003     |
| Partit polític                           | Vots   | %      | Regidors | Vots   | %      | Regidors | Vots   | %      | Regidors |
| Partido Socialista Obrero Español (PSOE) | 8.104  | 18,69% | 6        | 14.739 | 38,03% | 13       | 13.503 | 31,94% | 10       |
| Partido Popular (PP)                     | 22.463 | 51,81% | 16       | 11.136 | 28,73% | 10       | 144    | 0,34%  | 0        |
| Izquierda Unida                          | 5.282  | 12,18% | 3        | 4.297  | 11,09% | 4        | 5.010  | 11,85% | 3        |
| Partido Andalucista (PA)                 | 3.356  | 7,74%  | 2        | -      | -      | -        | 9.865  | 23,34% | 7        |

## Demografia
| 1920   | 1930   | 1940   | 1950   | 1960   | 1970   | 1981   | 1991    | 2000    | 2008    |
| ------ | ------ | ------ | ------ | ------ | ------ | ------ | ------- | ------- | ------- |
| 19.417 | 21.431 | 25.671 | 52.732 | 66.317 | 81.662 | 86.042 | 101.556 | 104.087 | 115.333 |

| Gràfic demogràfic d'Algesires entre 1920 i 2008 |
| ----------------------------------------------- |
|                                                 |